# 孫揆
孫揆（9世纪—890年），初名杲，字聖圭。唐朝昭义军节度使。
刑部侍郎孫逖五世從孫，宣州刺史赠刑部尚书孙会曾孙，工部尚书致仕赠太尉孙公乂孙，中书舍人赠吏部侍郎孙瑝子，嫡母是李福的女儿陇西县君李氏。進士出身。早年擔任戶部巡官。历官中书舍人、刑部侍郎、京兆尹。曾监斩一度称帝后来败亡的秦宗权。大順元年（890年）八月，唐昭宗讨伐河东节度使李克用，任孙揆为副招讨使、昭义军节度使，李存孝率三百骑兵埋伏在长子谷，孫揆一战即溃，被俘虜，押往太原。李克用劝降孙揆，许以河东副节度。孫揆拒絕投降，大骂李克用：“我天子臣也，怎么能事你这个沙陀小儿！”李克用大怒，將他處以鋸刑。鋸不行，孫揆罵道：「死狗奴，鋸人當用板夾，汝豈知邪？」最後劊子手找來木板鋸死孫揆。孫揆至死，罵不絕口。赠左仆射。
長妹孫泳（幼名阿奴，854－871），與孫揆皆為庶出。
弟孙拙（858－926）、次妹阿弄、小妹孙持一（幼名阿銓，862年－879年），為孫瑝正妻李氏所出。

## 评价
- 《北梦琐言》：唯张濬大言，自方管、葛，以无谋之韩建，倅用刚之孙揆，出征大卤，自贻败亡尔。……所谓以羊将狼，投卵击石，幸而不用，何过望哉！
- 清朝皇帝乾隆曾言：「夫揆將兵趣潞中，路遇伏遭擒，是乃出其不意。至被執不屈，罵賊捐軀，大節卓然可紀。」[2]